# Ricochet (film)
Ricochet is een Amerikaanse film uit 1991 geregisseerd door Russell Mulcahy. De hoofdrollen worden vertolkt door Denzel Washington en John Lithgow.

## Verhaal
De jonge politieagent Nick Styles arresteert de gevaarlijke crimineel Talbott Blake na een gijzeling. Zeven jaar later ontsnapt hij uit de gevangenis en wil wraak nemen op de man die hem gearresteerd heeft.

## Rolverdeling
| Acteur             | Personage           |
| ------------------ | ------------------- |
| Denzel Washington  | Nick Styles         |
| John Lithgow       | Talbott Blake       |
| Ice-T              | Odessa              |
| Kevin Pollak       | Larry Doyle         |
| Lindsay Wagner     | Priscilla Brimleigh |
| Mary Ellen Trainor | Gail Wallens        |
| Josh Evans         | Kim                 |
| Victoria Dillard   | Alice Styles        |
| John Amos          | Reverend Styles     |
| John Cothran Jr.   | Farris              |